# Brett Gurewitz
Brett W. Gurewitz, noto anche come Mr. Brett o Brett Religion (Los Angeles, 12 maggio 1962), è un chitarrista statunitense.

## Biografia
Noto per essere il compositore della band punk rock Bad Religion di cui ha fatto parte fin dalla sua nascita nel 1979 per poi uscirne nel 1994 dopo la pubblicazione del disco Stranger than Fiction. Brett ha successivamente partecipato alla stesura e alla registrazione di un pezzo Believe It assieme alla band nel 2000 per il disco The New America come membro non effettivo.
Dopo questa collaborazione con la sua vecchia band e in coincidenza con lo scadere del contratto major, Brett torna a far parte effettiva della band nel 2001, facendo tornare a casa Epitaph i Bad Religion e incidendo assieme l'album The Process of Belief pubblicato nel 2002. Brett torna a far parte si dei Bad Religion, ma quasi esclusivamente come compositore e membro da studio di registrazione. Gli impegni con la sua etichetta gli permettono di partecipare solo ad alcune date marginali dei tour. Nel 2003 inoltre egli ha dichiarato di voler fondare una nuova band, chiamata Error unitamente a Atticus Ross, Leopold Ross e Greg Puciato.
Gurewitz è inoltre molto noto per essere un produttore discografico. Ha prodotto diversi album di band molto famose nella scena punk come NOFX, Rancid, Millencolin e Pennywise. È fondatore e proprietario della storica etichetta discografica indipendente punk Epitaph Records che, nata negli anni'80 come marchio degli album dei Bad Religion autoprodotti dalla band, è diventata una casa discografica di livello mondiale, oltreché probabilmente la più importante di tutto il panorama musicale americano indipendente. La Epitaph detiene infatti il record dell'album più venduto da una casa discografica indipendente con gli oltre 11 milioni di copie vendute dell'album Smash degli Offspring.
Nel 2004 partecipa ad un concerto tributo alla band punk dei Ramones per il trentesimo anniversario dalla data di fondazione della band, dove viene immortalato nel film-documentario Too Tough to Die: a Tribute to Johnny Ramone, insieme a Henry Rollins dei Black Flag, Steve Jones dei Sex Pistols, Eddie Vedder dei Pearl Jam, Pete Yorn, Daniel Rey e Tim Armstrong dei Rancid.

## Strumentazione

### Chitarre
- Gibson Les Paul
- Gibson Les Paul Standard '59 reissue
- Gibson SG
- Tom Anderson Stratocaster

### Amplificatori
- Ampeg SVT CL
- JCM 800 Marshall heads
- Marshall 1960 4x12 cabinets
- Marshall JMP 100-Watt

### Effetti
- Bad Horsey wah[2]

## Album con i Bad Religion
- 1982 - How Could Hell Be Any Worse?
- 1983 - Into the Unknown
- 1987 - Suffer
- 1989 - No Control
- 1991 - Against the Grain
- 1992 - Generator
- 1993 - Recipe for Hate
- 1994 - Stranger than Fiction
- 2002 - The Process of Belief
- 2004 - The Empire Strikes First
- 2007 - New Maps of Hell
- 2010 - The Dissent of Man